# إميلي هيلين باترفيلد
إميلي هيلين باترفيلد (بالإنجليزية: Emily Helen Butterfield)‏ هي مهندسة معمارية أمريكية، ولدت في 4 أغسطس 1884 في ألغوناك في الولايات المتحدة، وتوفيت في 22 مارس 1958 في ميشيغان في الولايات المتحدة.